# Аллен (ураган)
Ураган «Аллен» (англ. Hurricane Allen) — потужний ураган Кабо Верде, який вплинув на Карибський басейн, східну та північну Мексику та південний Техас у серпні 1980 року. Перший названий шторм і другий тропічний циклон у Атлантичному сезоні ураганів 1980 року, він був п'ятий за інтенсивністю в Атлантиці після урагану Ріта, урагану Дня праці 1935 року, урагану Гілберт та урагану Вільма. Аллен — єдиний ураган в історії Атлантичного басейну, який досягав тривалої швидкості вітру 190 миль на годину (305 км/год), що робить його найсильнішим атлантичним ураганом за швидкістю вітру до урагану Патрісія в 2015 році.
Протягом свого життя Аллен переміщався тропіками із заходу на північний-захід через Атлантичний океан, Карибське море та Мексиканською затокою, перш ніж остаточно вийти на берег біля кордону США та Мексики. На піку сили він пройшов поблизу Гаїті, спричинивши сотні смертей і серйозні збитки. Після перетину Мексиканської затоки Аллен ослаб, вдаривши по нижньому узбережжю Техасу, що спричинило сильний вітер, значний штормовий нагон та сильні дощі, які завдали шкоди південному Техасу. Загалом, Аллен вбив щонайменше 269 людей і завдав збитків у розмірі 2,57 мільярда доларів (1980 доларів США), в основному в Сполучених Штатах і Гаїті. Через його вплив ім'я Аллен було вилучено з шестирічного списку назв тропічних циклонів в Атлантиці в 1981 році, а ім'я було замінено на Ендрю. Однак згодом ім'я Ендрю було вилучено після 1992 року.

## Метеорологічна історія

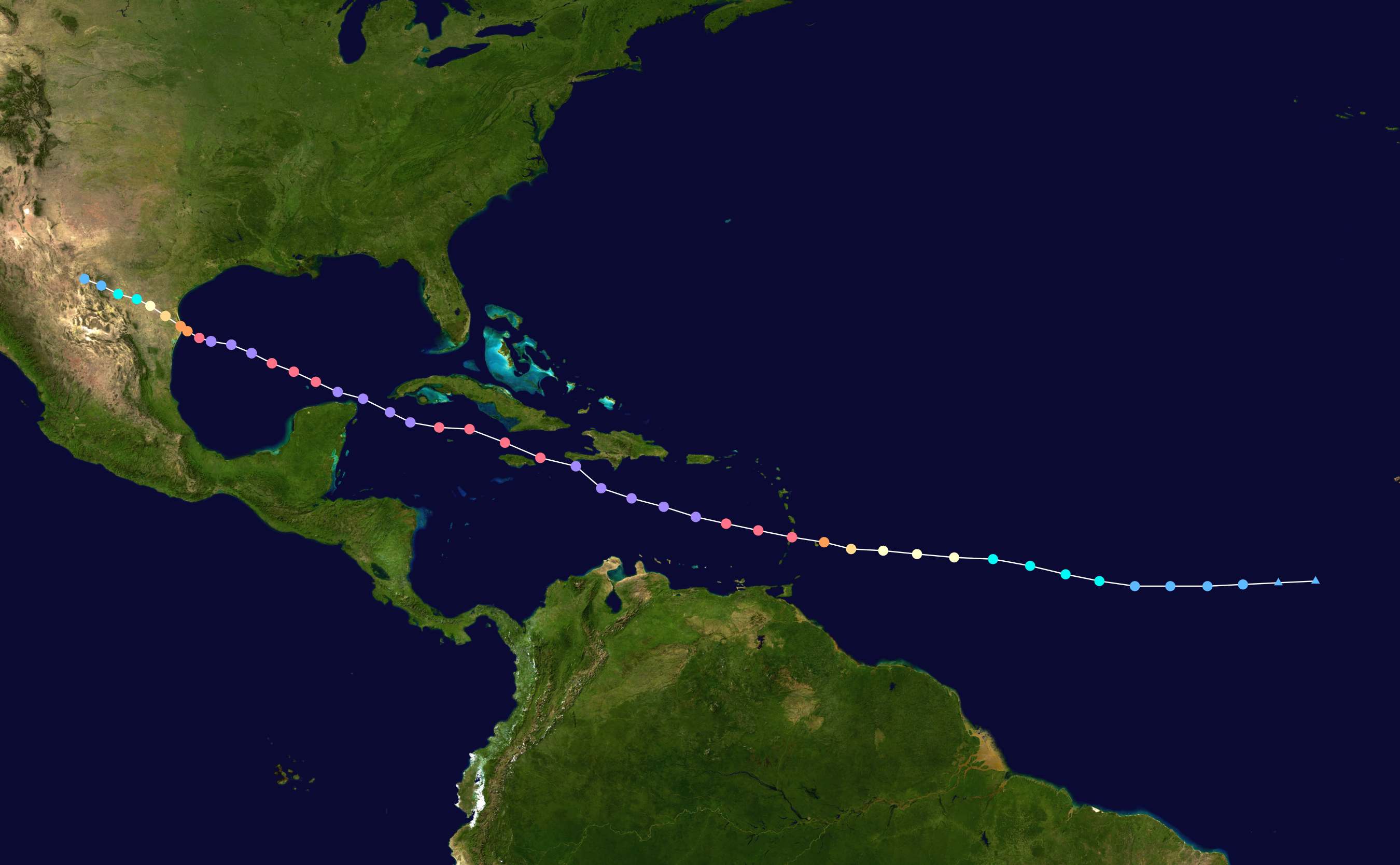
Карта шляху і інтенсивності Урагану Аллен за шкалою Саффіра–Сімпсона

Аллен був раннім ураганом типу Кабо-Верде, який виник від тропічної хвилі, яка раніше відійшла від узбережжя Африки 30 липня. Система розвивалася в міру того, як рухалася на захід, ставши тропічною депресією 1 серпня. Проте національний ураган не ініціював рекомендацій щодо Аллена майже через 24 години, коли центр був у 1300 милях (2100 км) на схід від Навітряних островів. На початку 2 серпня, коли депресія рухалася в напрямку Карибського басейну, вона посилилась і стала першим іменованим штормом цього сезону. У Національному центрі з ураганів зазначили, що склалися сприятливі умови для подальшої активізації. Проте було також відзначено, що низька температура моря на північ від Пуерто-Рико та сильний зсув західного вітру, може призвести до того, що Аллен може зіткнутися з несприятливими умовами протягом 72 годин. Хоча передбачалося уповільнення руху вперед, Аллен залишався на тому ж західному темпі, між 17 та 23 миль/год (27 та 37 км/год). [1] До 3 серпня Національний центр ураганів відмовився від прогнозів щодо менш сприятливих умов на півночі Пуерто-Рико, оскільки ця погодна система слабшала і рухалася на захід.
| Найінтенсивніші атлантичні урагани | Найінтенсивніші атлантичні урагани | Найінтенсивніші атлантичні урагани | Найінтенсивніші атлантичні урагани | Найінтенсивніші атлантичні урагани | Найінтенсивніші атлантичні урагани |
| Місце                              | Ім'я                               | Сезон                              | Тиск (гПа)                         |                                    |                                    |
| ---------------------------------- | ---------------------------------- | ---------------------------------- | ---------------------------------- | ---------------------------------- | ---------------------------------- |
| 1                                  | «Вільма»                           | 2005                               | 882                                |                                    |                                    |
| 2                                  | «Гілберт»                          | 1988                               | 888                                |                                    |                                    |
| 3                                  | «День праці»                       | 1935                               | 892                                |                                    |                                    |
| 4                                  | «Ріта»                             | 2005                               | 895                                |                                    |                                    |
| 4                                  | «Мілтон»                           | 2024                               | 895                                |                                    |                                    |
| 6                                  | «Аллен»                            | 1980                               | 899                                |                                    |                                    |
| 7                                  | «Камілла»                          | 1969                               | 900                                |                                    |                                    |
| 8                                  | «Катріна»                          | 2005                               | 902                                |                                    |                                    |
| 9                                  | «Мітч»                             | 1998                               | 905                                |                                    |                                    |
| 9                                  | «Дін»                              | 2007                               | 905                                |                                    |                                    |
| Джерело:                           |                                    |                                    |                                    |                                    |                                    |

О 16:00 UTC 3 серпня Національний центр ураганів підвищив Аллен до статусу урагану 2 категорії, оскільки літак ВПС зафіксував швидкість вітру 100 миль/год (155 км/год). Однак під час постаналізу було виявлено, що Аллен був ураганом з 00:00 UTC 3 серпня. Незабаром після оновлення Аллен почав період швидкого посилення, і він посилився до великого урагану о 0000 UTC 4 серпня, приблизно в 38 милях (61 км) на північний захід від Бріджтауна, Барбадос . Через шість годин Аллен пройшов лише 8 миль (13 км) на південь від Сент-Люсії о 06:00 UTC. Хоча Національний центр ураганів зазначив, що умови сприяють повільному посиленню, Аллен продовжував швидко посилюватися, і лише через дві години після цієї рекомендації став ураганом 4 категорії. Пізніше, 4 серпня, Національний центр ураганів зазначив, що барометричний тиск становив 946 мбар (946 гПа ; 27,9 дюйма рт.ст.), і що він не знизиться значно протягом 24 годин. Незадовго до 00:00 UTC 5 серпня мінімальний тиск знизився до 924 мбар (924 гПа; 27,3 дюйма рт.ст.), що було відзначено як еквівалент урагану «Девід» у попередньому сезоні.
До 5 серпня Аллен посилився до урагану 5 категорії на південь від Пуерто-Рико. Це зробило «Аллена» найранішим ураганом 5 категорії в Атлантиці, але пізніше його перевершив ураган «Емілі», який досяг такої інтенсивності 16 липня 2005 року. За цей час Аллен досяг центрального тиску 911 мбар (911 гПа; 26,9 дюйма рт.ст.), що було найнижчим тиском у східній частині Карибського моря до урагану Марія 2017 року, пік якого досягав 908 мбар (908 гПа; 26,8 дюйма рт. ст.). Таким чином, барометричний тиск впав на 35 мбар (35 гПа; 1,0 дюйма рт. ст.) менше ніж через 10 годин після того, як Національний центр ураганів заявив, що тиск не зменшиться значно протягом 24 годин.
Око пройшов між Гаїті і Ямайкою в якості 4 категорії урагану. Після того, в горах Гаїті та Ямайки спричинили його ослаблення, Аллен знову посилився до урагану 5 категорії, зберігаючи цю інтенсивність більше доби. Потім він пройшов повз острови Кайман-Брак і Малий Кайман, завдавши помірної шкоди Кайман-Брак зі швидкістю вітру близько 135 миль/год. Потім шторм рухався між Кубою та півостровом Юкатан, досягнувши своєї пікової інтенсивності 190 миль на годину (310 км/год) і мінімального тиску 899 мбар (899 гПа; 26,5 дюйма рт. ст.) під час перетину протоку Юкатан. Під час походу Аллена через Карибське море та Мексиканську затоку, центр його циркуляції, ніколи не перетинав сушу, незважаючи на близький прохід до різних островів у Карибському морі та навколо нього.
Аллен знову ослаб до шторму 4 категорії через цикл заміни ока, але знову посилився до урагану 5 категорії в третій раз, коли він рухався над відкритими водами Мексиканської затоки, зберігаючи цю інтенсивність майже на повну день і з падінням тиску до 909 мбар (909 гПа; 26,8 дюйма рт. ст.), найнижчого тиску, коли-небудь зареєстрованого в західній частині Мексиканської затоки. За день до виходу на берег через суху повітряну масу в західній частині Мексиканської затоки шторм значно послабився. Аллен вийшов на берег 10 серпня близько полудня за місцевим часом на острові Саут-Падре поблизу Порт-Ізабел, штат Техас як шторм 3-ї категорії з максимальними постійними вітрами.115 миль/год (185 км/год) і тиск 945 мбар (945 гПа; 27,9 дюйма рт. ст.). Вихід на материк був уздовж малонаселеного узбережжя Техасу десь між Лагуна-Віста і Порт-Менсфілд та розсіявся 11 серпня.

## Підготовка

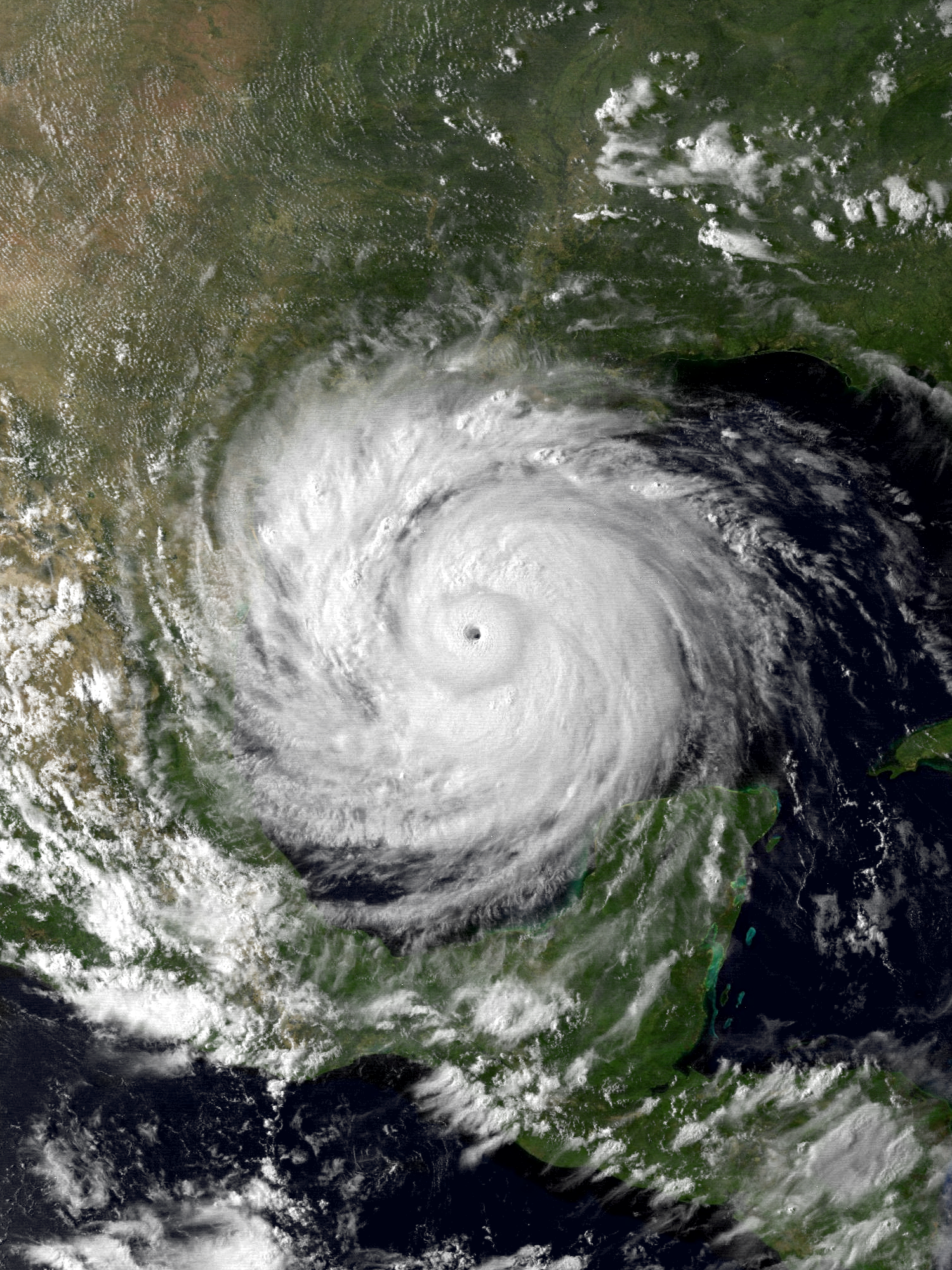
Ураган Аллен в мексиканській затоці 8 серпня 1980.

Коли Аллен наблизився до Карибського моря, 3 серпня на островах Барбадос, Сент-Люсія, Сент-Вінсент, Домініка, Гренада, Мартиніка, та Гваделупа було оголошено попередження про ураган. Попередження про шторм діяли. для Антигуа з 11:00 3 серпня до 11:00 4 серпня. Коли Аллен перемістився в Карибське море, попередження були випущені для південно-східних районів Домініканської Республіки та південно-західний півострів Гаїті з 11 ранку 4 серпня до ранку 5 серпня. Тоді для південної Домініканської Республіки діяли попередження про шторму з ночі 4 серпня на ніч 5 серпня, тоді як південні Гаїті зберігали попередження з ночі 4 серпня на ранок 5 серпня. Попередження про урагани набули чинності для Ямайки приблизно з полудня 5 серпня до пізнього дня 6 серпня. Кайманові острови попередження про ураган, з дня 5 серпня до ранку 6 серпня.
Як Аллен підійшов в Мексиканській затоці, попередження про ураган були оголошені на північно-сході півострова Юкатан Мексики з Днем 6 серпня в вранці, 8 серпня попередження були дійсні для Флорида — Кіс з вечора 6 серпня в початку вранці 8 серпня. Коли Аллен наблизився до свого останнього виходу, північно-східне узбережжя Мексики та узбережжя Техасу було оголошено попередження про ураган з ранку 8 серпня до ранку 9 серпня для Мексики та вдень 9 серпня для Техасу. У другій половині дня 8 серпня на узбережжі Техасу було опубліковано попередження про ураган, яке було оголошено на північ від Фріпорта, штат Техас.вдень 9 серпня і на південь від Фріпорта в другій половині дня 10 серпня. Попередження про шторм на узбережжі Луїзіани від Верміліон-Бей на захід з дня 8 серпня до дня 9 серпня. вплив на північний схід Мексики з раннього дня 9 серпня до пізнього дня 10 серпня. Попередження про урагани було знижено до попередження про шторм між Хай-Айлендом, штат Техасі Фріпорт, штат Техас, між пізнім днем 9 серпня і пізнім днем 10 серпня. На узбережжі Луїзіани ввечері 9 серпня було припинено спостереження за ураганом з пізнього дня 10 серпня до раннього ранку 11 серпня.

## Наслідки
| Країна                   | Загиблі | Збиток     | Ресурс        |
| ------------------------ | ------- | ---------- | ------------- |
| Барбадос                 | 0       | $6 млн.    | [ 13 ]        |
| Кайманові Острови        | 0       | невідомо   | [ 14 ]        |
| Куба                     | 3       | невідомо   |               |
| Домініканська Республіка | 7       | $47 млн.   |               |
| Гренада                  | 0       | $5,3 млн.  |               |
| Гваделупа                | 1       | Невідомо   |               |
| Гаїті                    | 220     | $400 млн.  | [ 13 ] [ 15 ] |
| Ямайка                   | 8       | $100 млн.  |               |
| Мартиніка                | 0       | $68 млн.   |               |
| Мексика                  | 0       | 0          |               |
| Сент-Люсія               | 6       | $235 млн.  |               |
| Сент-Вінсент і Гренадини | 0       | $16,3 млн. |               |
| США                      | 6       | $630 млн.  | [ 15 ] [ 16 ] |
| Офшор                    | 17      | $60 млн    |               |
| Загалом                  | 269     | $1,57 млрд |               |

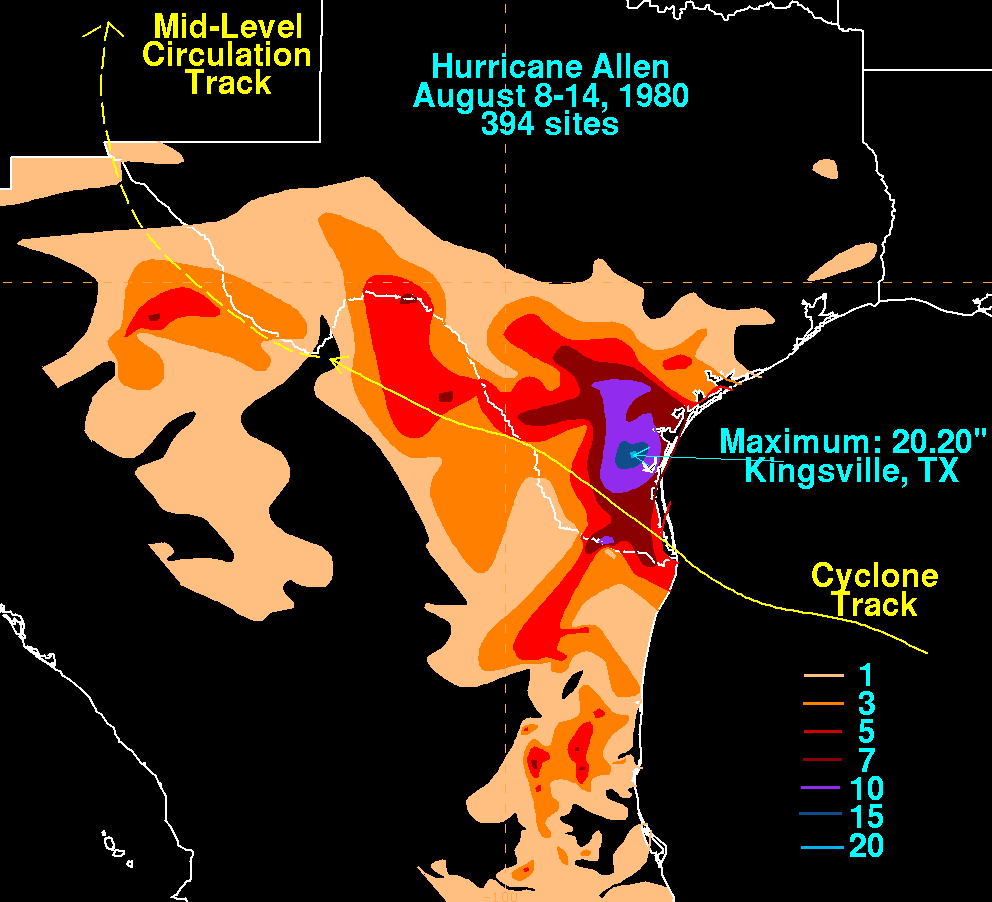
Кількість опадів у Техасі та Мексиці

Аллен завдав збитків трохи більше 1 мільярда доларів (1980 доларів США) і вбив щонайменше 269 людей.

### Карибські острови

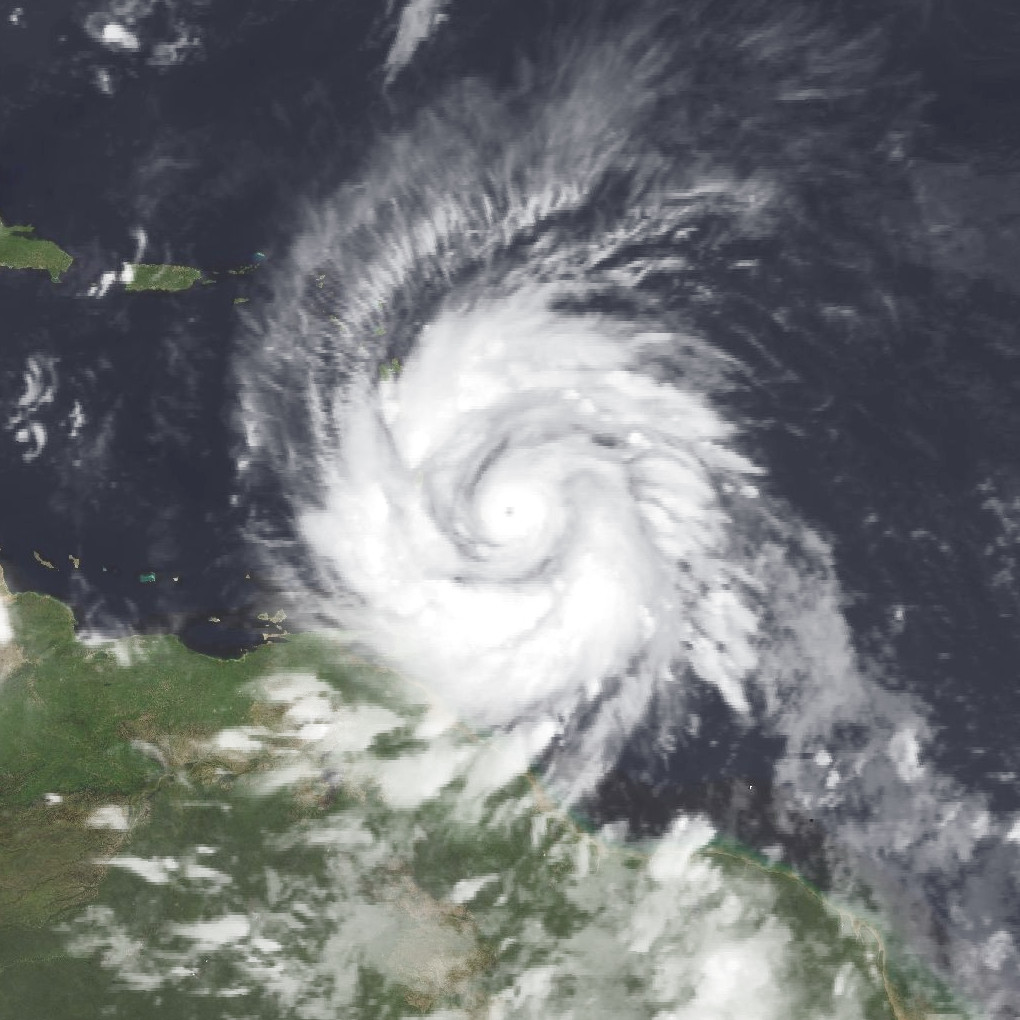
Аллен проходить через Навітряні острови як сильний ураган 3 категорії, 4 серпня

На Барбадосі попередні збитки оцінювалися в 1,5 мільйона доларів (1980 доларів США). Близько 500 будинків були пошкоджені або зруйновані інформація про загиблих не надходило. Сент-Люсія зазнала катастрофічних збитків від сильного урагану 3 категорії. Повідомлялося про тривалі вітри зі швидкістю 90 вузлів (170 км/год) і тиск на рівні моря до 967 мілібар (28,6 дюйма рт.ст.) у Хеваноррі. Вісімнадцять людей загинули в результаті проходження шторму. Одну смерть у Гваделупі приписують Аллену. На Мартиніці пошкодження були значними, оскільки шторм пройшов за 50 миль (80 км) на південь від острова. Хвилі висотою 6 метрів (20 футів) били по узбережжю острова під час шторму.
У центральній частині Карибського басейну Кайман-Брак зазнав вітру зі швидкістю понад 115 миль на годину (185 км/год), що спричинило значну шкоду майну. Кораловий риф на Discovery Bay, Ямайка була спустошена дією хвиль від шторму. Офшорна Ямайка, після Аллена було помічено більшу кількість рибок менших розмірів. Вісім смертей на Ямайці приписують Аллену. Збитки були дуже значними вздовж північно-східного узбережжя, де ураган наблизився до острова і створив штормовий нагон висотою 12 метрів (39 футів). Три смерті були приписані Аллену на Кубі.
Великі збитки завдані на Гаїті через сильний вітер та повінь . Загальні витрати цієї країни оцінювалися в понад 400 мільйонів доларів (1980 доларів США). Приблизно 60 % врожаю кави в країні було знищено. Всього було вбито 220 людей, а 835 тис. залишилися без даху над головою. У Порт-о-Пренс 41 смерть була спричинена відлетінням жерстяних дахів і близько 1200 залишилися без житла через повінь. Ще 140 людей загинули від повені.

### Мексика

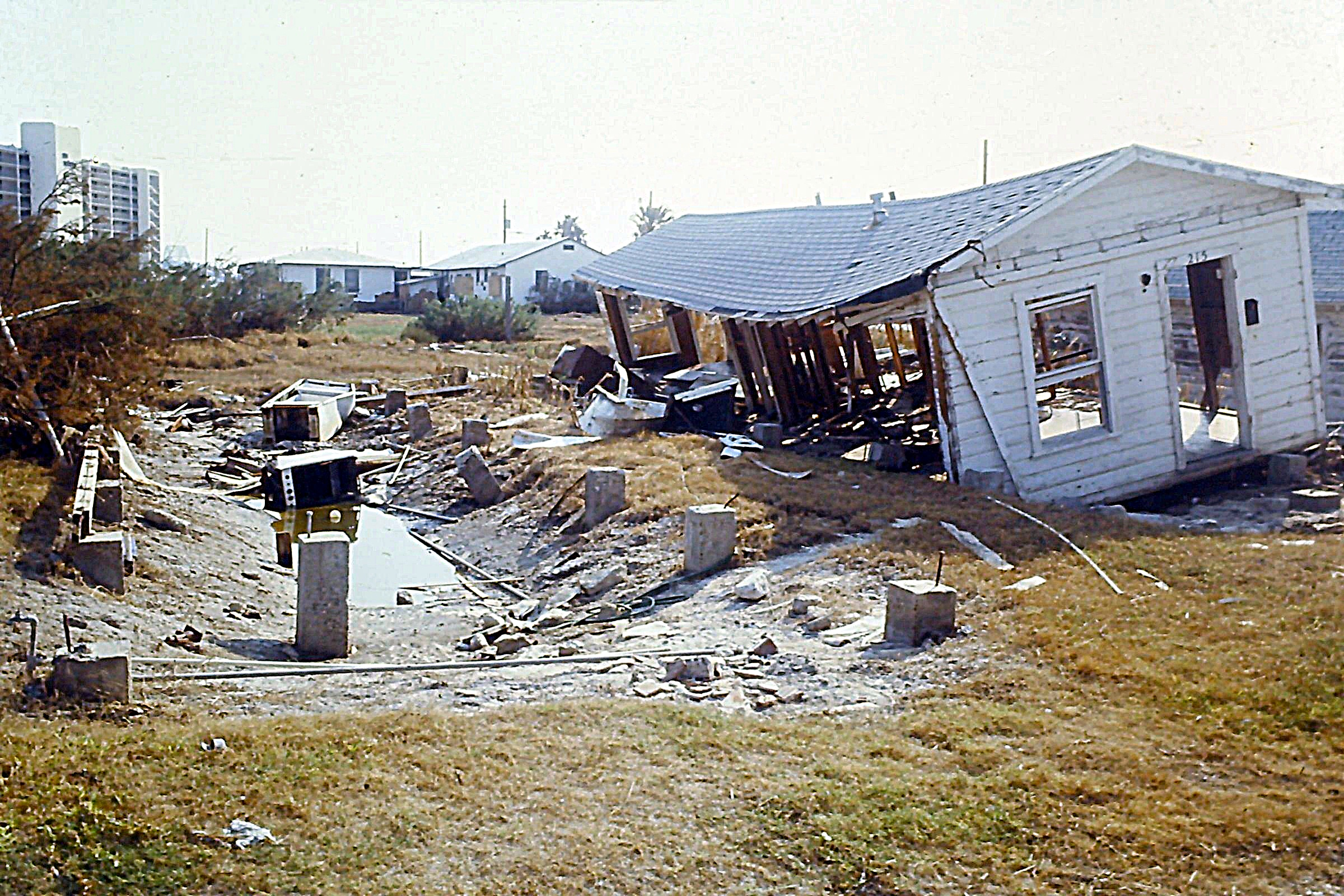
Будівля розбита і збита з фундаменту, Корпус-Крісті, Техас

У районах північно-східної Мексики пройшли сильні дощі з проходженням Аллена, з найбільшою сумою понад 7 дюймів (180 мм). Раніше ураган обрушився на півострів Юкатан. Оскільки Аллен торкнувся лише малонаселених регіонів Мексики, повідомлень про значні збитки не надходило. [16]

### США

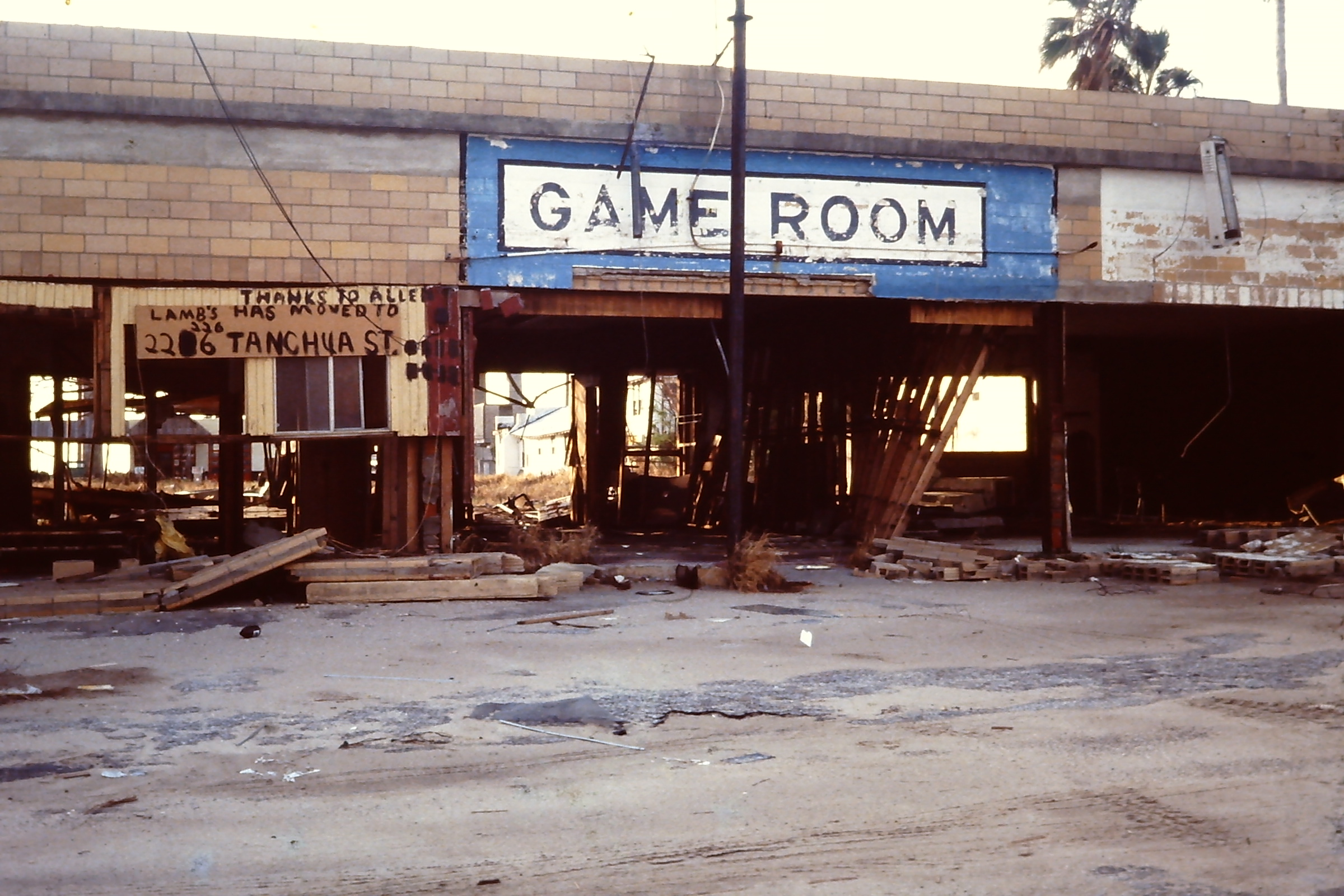
Штормовий нагон зруйнував будівлю в Корпус-Крісті

У Техасі повідомлялося про штормовий нагон на висоті 12 футів (3,7 м) у порту Менсфілд, хоча він міг бути вище в інших місцях узбережжя Техасу. Піковий порив вітру 129 миль на годину (208 км/год) також був виміряний у порту Менсфілд. Тропічний штормовий вітер у Корпус-Крісті, штат Техас, розніс гравій на даху через місто, що призвело до значного розбиття скла в 18-поверховій будівлі Guarantee Bank і 12-поверховому крилі лікарні Spohn. Шторм спричинив семеро смертей у Техасі та 17 у Луїзіані (більшість унаслідок аварії гелікоптера, який евакуював працівників з морської платформи). Аллен викликав кілька торнадо в Техасі. Один торнадо завдав збитків у розмірі 100 мільйонів доларів в Остіні, штат Техас, що робить його найдорожчим тропічним циклонним торнадо в історії. Загалом, однак, шторм завдав обмеженої шкоди в Сполучених Штатах через його раптово зменшену потужність, а також через те, що його найвищі припливи та вітри вразили малонаселену частину узбережжя Техасу.

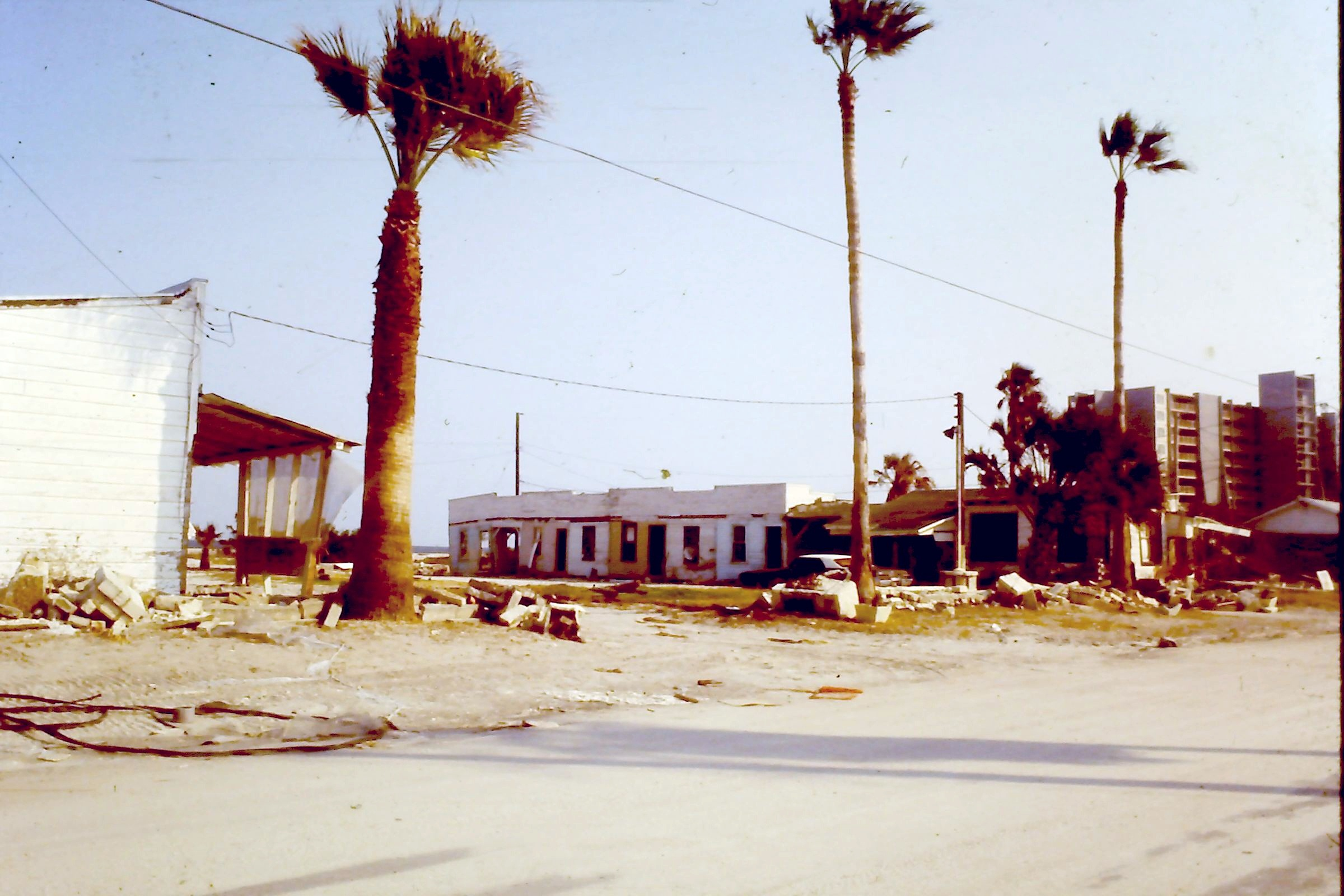
Руїни Корпус-Крісті, Техас, після урагану Аллен

Аллен вилив від 10 дюймів (250 мм) до 20 дюймів (510 мм) дощу на півдні Техасу, поклавши край літній посухі під час спеки 1980 року.

## Записи

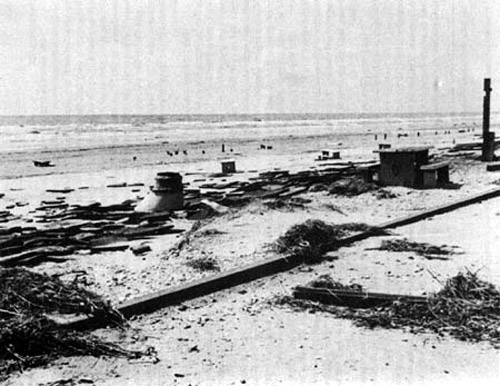
Уламки від Урагану Аллен

Через руйнування та надзвичайну кількість загиблих  ім'я  Аллен було  вилучено зі списку атлантичних тропічних штормів Всесвітньою метеорологічною організацією навесні 1981 року, і більше ніколи не буде використовуватися для майбутнього урагану в Атлантиці. У сезоні 1986 року його замінили на Ендрю (який було вилучено після сезону 1992 року).
Коли 5 серпня Аллен досяг інтенсивності 5-ї категорії, це став найранішим зафіксованим ураганом 5-ї категорії. Цей рекорд існував до тих пір, поки ураган Емілі не перевершив його 16 липня 2005 року. Аллен є одним із трьох ураганів в Атлантиці, які тричі досягли 5 категорії за шкалою ураганів Сафіра-Сімпсона, іншими були ураган Іван та ураган Ізабель. Аллен також має п'ятий найнижчий мінімальний тиск, коли-небудь зареєстрований в Атлантичному басейні, на рівні 899 мбар ( гПа) і був найсильнішим відомим ураганом в басейні з точки зору тиску з 1935 року. До того часу це був другий за потужністю ураган за тиском в Атлантичному басейні, але з тих пір був опущений до п'ятого, і жоден ураган не досяг 190 миль на годину (310 км/год) вітри в цьому басейні з тих пір. У серпні цей шторм залишається найсильнішим за всю історію. Аллен провів майже 3 дні в якості шторму 5 категорії, спочатку найдовшого за всю історію урагану в Атлантиці. Однак повторний аналіз урагану на Кубі 1932 року показав, що він провів на 3 години довше за інтенсивності 5 категорії, ніж Аллен та ураган Ірма у 2017 році також провів трохи більше часу як ураган 5 категорії, ніж Аллен. 